# Gammaropsis holmesi
Gammaropsis holmesi is een vlokreeftensoort uit de familie van de Photidae. De wetenschappelijke naam van de soort is voor het eerst geldig gepubliceerd in 1908 door Stebbing.